# Iguatemi (Mato Grosso del Sur)
Iguatemi es un municipio brasileño ubicado en el sur del estado de Mato Grosso del Sur, fue fundado el 8 de mayo de 1965.
Situado a una altitud de 342 m s. n. m., su población según los datos del IBGE es de 15.222, la superficie es de 2.946 km².
Dista de 464 km de la capital estatal Campo Grande.